# 張敬尭
張 敬尭（ちょう けいぎょう、1880年9月21日〈光緒6年8月17日〉 - 1933年〈民国22年〉5月7日）は、清末民初の軍人。北京政府・安徽派、後に北方各派や満洲国に属した。字は勲臣。

## 事績

### 北洋軍での台頭
県の下級官吏の家庭に生まれた。しかし張敬尭は若い頃は放蕩を尽くす。ついには盗賊に身を落として殺人を犯し、京津地区に逃げ込んだ。1896年（光緒22年）頃、袁世凱の新建陸軍に参加し、随営学堂で学んだ。その後、保定軍官学堂も卒業し、1911年（宣統3年）には、第6鎮第11協第22標標統となった。
1912年（民国元年）、旧制からの改組により、陸軍第6師第11旅第22団団長に任命された。1913年（民国2年）の二次革命（第二革命）では、江西省で革命派の軍を撃破する上で功績があった。そのため、第6師第11旅旅長兼南昌衛戍司令に昇進している。1914年（民国3年）、第3混成旅旅長として河南省に駐屯した。白朗討伐に貢献したため、9月に第7師師長に昇進している。
1915年（民国4年）12月25日に護国戦争が勃発する。1916年（民国5年）1月に、張敬尭は袁世凱から第2路総司令に任命され、護国軍を討伐するために四川省へ出撃した。当初は、瀘州占領などの軍功により、袁世凱から勲三位・陸軍上将位を授与された。しかし、次第に反袁世凱の世論の高まり等によって護国軍有利となり、張敬尭も護国軍に敗戦した。

### 安徽派軍人として
同年6月6日に袁世凱が死去すると、張敬尭は河南に戻る。そして、自らの地盤を求めて河南省や山西省の奪取を企む。しかし、これらの実行はならなかった。北京政府の派閥争いでは、安徽派に所属している。
1918年（民国7年）1月、段祺瑞の命により、張敬尭は南方政府（護法軍政府）討伐のため湖南省へ進軍した。しかしこの時は、直隷派の呉佩孚や馮玉祥らが長沙を占領するなど、その活躍が目立っている。それにもかかわらず3月27日、張敬尭は、段祺瑞から湖南督軍兼省長に任命された。この人事は、当然ながら呉佩孚・馮玉祥らの反感を招くことになった。
張敬尭の実効支配はわずかに長沙と岳陽一帯に限られ、直隷派や南方政府側の軍人たちも湖南省内各地に割拠する状況となる。しかも、張敬尭の統治手法は搾取的、かつ、拙劣・腐敗したものであったため、湖南省の社会各層の反発まで招くことになった。1920年（民国9年）6月、南方政府軍が湖南省を奪回しようと反撃に転じる。しかも呉佩孚・馮玉祥らも張敬尭を見捨てたため、張敬尭は戦わずして湖北省に逃走した。張敬尭は、その醜態故に段から罷免され、上海へ逃げ込んだ。

### 北方各派から満州国へ

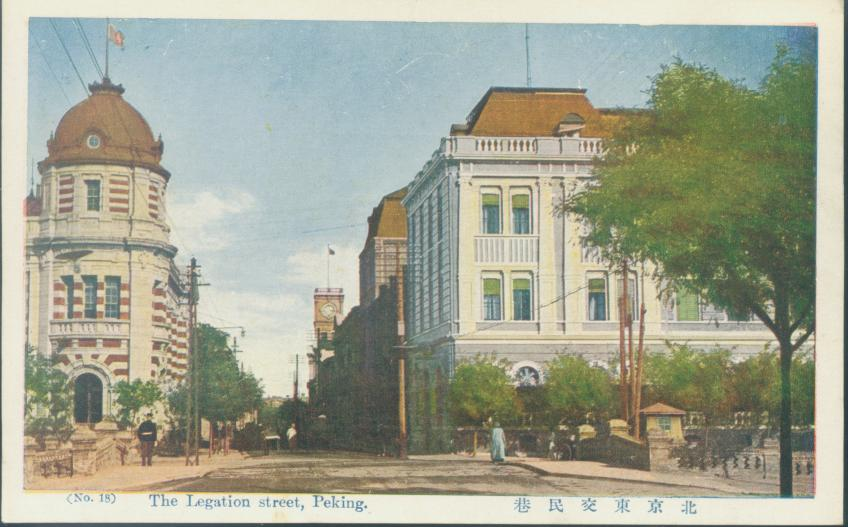
東交民巷の六国飯店（右）。左は横浜正金銀行北京支店

7月の安直戦争で安徽派が敗北すると、張敬尭は奉天派の張作霖を頼り、その上客となった。しかし、1922年（民国11年）の第1次奉直戦争で奉天派が敗北すると、張敬尭は呉佩孚に寝返っている。1924年（民国13年）10月の北京政変で、馮玉祥により逮捕されてしまうが、まもなく釈放された。
1925年（民国14年）、山東省の張宗昌を頼り、直魯聯軍第2軍軍長に任命された。1926年（民国15年）、安国軍第2方面軍副司令をつとめるなどして中国国民党の北伐軍と戦った。しかし1928年（民国17年）9月、張宗昌の敗北とともに、張敬尭も下野し、関東州大連へ逃亡した。
1932年（民国21年）、張敬尭は満州国に降る。1933年（民国22年）には平津第2集団軍総司令に任命されるなどして、華北で各種軍事・謀略活動に従事した。その一環で、張敬尭は密かに北平入りし、旧部下たちを組織して日本軍に呼応しようとした。
しかし5月7日、北平の東交民巷六国飯店（ホテル）において、張敬尭は軍統の刺客に襲撃され、殺害された。享年54（満52歳）。